# Вільгельм Ґергард Вальперс
Вільгельм Ґергард Вальперс (нім. Wilhelm Gerhard Walpers) (26 грудня 1816 — 18 червня 1853) — німецький ботанік.

## Життєпис
Вільгельм Ґергард Вальперс народився 26 грудня 1816 року у місті Мюльхаузен, земля Тюрингія.
У 1839 році йому була присвоєна докторська ступінь у Грайфсвальдському університеті.
У 1843 році він був обраний членом Німецької академії природодослідників «Леопольдина»..
Він описав монотипні родини рослин Анцистрокладові (Ancistrocladaceae), а також деякі відомі види, наприклад:
- Мака перуанська (Lepidium meyenii) (1843)
- Ірга азійська (Amelanchier asiatica)

Помер 18 червня 1853 року в Берліні від заподіяного самому собі вогнепального поранення.

## Вшанування
На честь Вальперса названо рід рослин Walpersia Harv. (1862) родини Бобові.

## Основні наукові праці
- Repertorium botanices systematicæ (у 6 томах, 1842—1847).[4]
- Annales botanices systematicæ (у 3 томах, 1848—1853).